# Oppenheimer (film)
Oppenheimer je americký životopisný thriller z roku 2023 režiséra, scenáristy a producenta Christophera Nolana, jenž získal řadu ocenění včetně pěti Zlatých globů a sedmi Oscarů. Hlavní roli ztvárnil Cillian Murphy jako Robert Oppenheimer, jaderný fyzik, přezdívaný „otec atomové bomby“, který se podílel na vývoji prvních jaderných zbraní v rámci projektu Manhattan.
Snímek je založen na životopisné knize American Prometheus z roku 2005 od Kaie Birda a Martina J. Sherwina. Ve filmu dále hrají Emily Blunt, Matt Damon, Robert Downey Jr., Florence Pugh, Josh Hartnett, Casey Affleck, Rami Malek a Kenneth Branagh.
Film byl oznámen v září 2021, kdy společnost Universal Pictures vyhrála výběrové řízení na Nolanův scénář po jeho konfliktu s dlouholetým distributorem Warner Bros. Murphy byl prvním členem obsazení, který podepsal smlouvu, a to následující měsíc, zbytek herců se připojil mezi listopadem 2021 a dubnem 2022. Natáčení probíhalo od února do května 2022. Film byl natáčen v kombinaci IMAX 65mm a 65mm velkoformátového filmu – včetně úseků natočených v témže formátu IMAX černobíle. Střihačkou filmu se stala Jennifer Lameová a hudbu složil Ludwig Göransson. Stejně jako ve svých předchozích filmech použil Nolan rozsáhlé praktické efekty a minimum CGI. Jedná se o Nolanův čtvrtý film, který získal ve Spojených státech hodnocení R.
Premiéra filmu se uskutečnila dne 11. července 2023 v pařížském Le Grand Rex a do kin byl ve Velké Británii a Spojených státech uveden dne 21. července 2023; v Česku již o den dříve, dne 20. července. Jeho současné uvedení s filmem Barbie, tonální a žánrový kontrast obou filmů vedl k fenoménu „Barbenheimer“ na sociálních sítích, což mělo za následek, že mnoho diváků vidělo oba filmy s minimálním odstupem. Film získal pozitivní recenze od kritiků a celosvětově vydělal přes 953 milionů dolarů, stal se třetím nejvýdělečnějším filmem roku 2023, nejvýdělečnějším filmem souvisejícím s druhou světovou válkou, nejvýdělečnějším životopisným filmem všech dob a druhým nejvýdělečnějším filmem s hodnocením R. Organizace National Board of Review a Americký filmový institut zařadily film do žebříčku deseti nejlepších filmů roku 2023.

## Obsazení

### Hlavní role
- Cillian Murphy jako Robert Oppenheimer, jaderný fyzik a ředitel Národní laboratoře Los Alamos[4]
- Emily Bluntová jako Katherine „Kitty“ Oppenheimerová, manželka Roberta Oppenheimera a bývalá členka Komunistické strany USA[5]
- Matt Damon jako Leslie Groves, důstojník USACE a ředitel projektu Manhattan[6]
- Robert Downey Jr. jako Lewis Strauss, vysoce postavený člen Americké komise pro atomovou energii[6]
- Florence Pughová jako Jean Tatlock, psychiatrička, členka Komunistické strany USA a milenka Roberta Oppenheimera[7]
- Josh Hartnett jako Ernest Lawrence, jaderný fyzik, nositel Nobelovy ceny, který spolupracoval s Oppenheimerem na Kalifornské univerzitě v Berkeley[8]
- Casey Affleck jako Boris Pash, důstojník vojenské rozvědky americké armády a velitel mise Alsos[9]
- Rami Malek jako David Hill, jaderný fyzik v Met Lab, který pomohl vytvořit Chicago Pile[7]
- Kenneth Branagh jako Niels Bohr, nositel Nobelovy ceny za fyziku, filozof a Oppenheimerův osobní idol[10]

### Vedlejší role
- Benny Safdie jako Edward Teller
- Dylan Arnold jako Frank Oppenheimer
- Gustaf Skarsgård jako Hans Bethe
- David Krumholtz jako Isidor Isaac Rabi
- Matthew Modine jako Vannevar Bush
- David Dastmalchian jako William L. Borden
- Tom Conti jako Albert Einstein
- Michael Angarano jako Robert Serber
- Jack Quaid jako Richard Feynman
- Josh Peck jako Kenneth Bainbridge
- Olivia Thirlbyová jako Lilli Hornigová
- Dane DeHaan jako Kenneth Nichols
- Danny Deferrari jako Enrico Fermi
- Alden Ehrenreich jako a Senate aide
- Jefferson Hall jako Haakon Chevalier
- Jason Clarke jako Roger Robb
- James D'Arcy jako Patrick Blackett
- Tony Goldwyn jako Gordon Gray
- Devon Bostick jako Seth Neddermeyer
- Alex Wolff jako Luis Walter Alvarez
- Scott Grimes jako Counsel
- Josh Zuckerman jako Giovanni Rossi Lomanitz
- Matthias Schweighöfer jako Werner Heisenberg
- Christopher Denham jako Klaus Fuchs
- David Rysdahl jako Donald Hornig
- Guy Burnet jako George Eltenton
- Louise Lombard jako Ruth Tolman
- Harrison Gilbertson jako Philip Morrison
- Emma Dumont jako Jackie Oppenheimer
- Trond Fausa Aurvåg jako George Kistiakowsky
- Olli Haaskivi jako Edward Condon
- Gary Oldman jako Harry S. Truman

## Produkce

### Vývoj
Předlohou pro film byla rozsáhlá (více než sedm set stránková) knižní biografie American Prometheus z roku 2005, kterou historik Martin J. Sherwin a spisovatel Kai Bird psali více než 25 let a získala řadu literárních ocenění. Režisér Christopher Nolan začal v roce 2019 pracovat na životopisném filmu poté, co mu britský herec Robert Pattinson, který hrál v Nolanově filmu Tenet, daroval knihu Oppenheimerových projevů. Nolan si následně přečetl knihu American Prometheus a rozhodl se na základě této knihy napsat scénář, jehož ústředním tématem budou slyšení během bezpečnostní prověrky. Nolan se osobně sešel pouze s Kaiem Birdem, protože Sherwinovi byla diagnostikována rakovina a nemohl cestovat. Spoluautor knihy Kai Bird si také před natáčením přečetl scénář a řekl k němu: „Nolan velmi obratně popisuje spor mezi fyziky o to, zda byla bomba nutná, či nikoli, a nechává Oppenheimera po Hirošimě prohlásit, že bomba byla použita na prakticky již poraženého nepřítele. Lidé, kteří o Oppenheimerovi nic nevědí, si budou myslet, že jdou na film o otci atomové bomby.“ Místo toho „uvidí tuto záhadnou postavu a hluboce tajemný životopisný příběh.“ Režisér Nolan prohlásil, že „bez Kaiovy a Martinovy knihy bych se toho asi nikdy neujal“ a představitel hlavní role Cillian Murphy během natáčení řekl Birdovi, že kniha je „tady povinnou četbou.“
V prosinci 2020 společnost Warner Bros. Pictures oznámila, že kvůli dopadu pandemie covidu-19 na filmový průmysl plánuje v roce 2021 uvést své filmy současně v kinech i na streamovací platformě HBO Max; Christopher Nolan, který se studiem spolupracoval na každém ze svých filmů počínaje filmem Insomnie, vyjádřil v toto rozhodnutí nedůvěru. V lednu 2021 se v médiích objevily zprávy zmiňující možnost, že Nolanův další film by mohl být prvním, který nebude financován ani distribuován společností Warner Bros. Nolan již dříve podpořil rozhodnutí studia uvést současně film Wonder Woman 1984 v kinech i na HBO Max a prohlásil, že tuto situaci vnímá jako správně vyřešenou, ale dodal, že byl vyloučen z jakýchkoli diskusí ohledně odloženého uvedení filmu Tenet.
V září 2021 uveřejnil server Deadline Hollywood zprávu, že Nolan napíše a bude režírovat životopisný film z období druhé světové války o Robertu Oppenheimerovi, tvůrci atomové bomby, přičemž v jednání je i účast Cilliana Murphyho v hlavní roli. Nolan kvůli projektu oslovil více studií, včetně Sony Pictures, Universal Pictures, Paramount Pictures a Apple Studios, a to kvůli napjatým vztahům s Warner Bros. Podle zdrojů Paramount z výběru vypadl již na začátku v důsledku výměny generálního ředitele a předsedy představenstva Jima Gianopulose za Briana Robbinse, zastánce většího počtu vydávání filmů a seriálů na streamovacích službách. 14. září bylo potvrzeno, že film bude financovat a distribuovat společnost Universal, přičemž produkce by měla začít v prvním čtvrtletí roku 2022, spolu s tím, že naplní Nolanovy požadavky na rozpočet ve výši 100 milionů dolarů a stejný rozpočet na marketing, nejméně 100denní okno v kinech, 20 % z první tržby filmu a třítýdenní období před a po uvedení filmu, kdy Universal nesmí uvést jiný nový film.

### Obsazení
Film Oppenheimer je šestou spoluprací Nolana a Murphyho, přičemž se jedná o první film s Murphym v hlavní roli. Údajně byl proces obsazování tajný natolik, že někteří herci nevěděli, jakou roli budou hrát, dokud se k ní nepřihlásili. Robert Downey Jr., Matt Damon a Emily Bluntová si kvůli práci na filmu museli snížit požadované platy – místo svých obvyklých platů ve výši 10–20 milionů dolarů si vydělali po 4 milionech dolarů.

### Natáčení

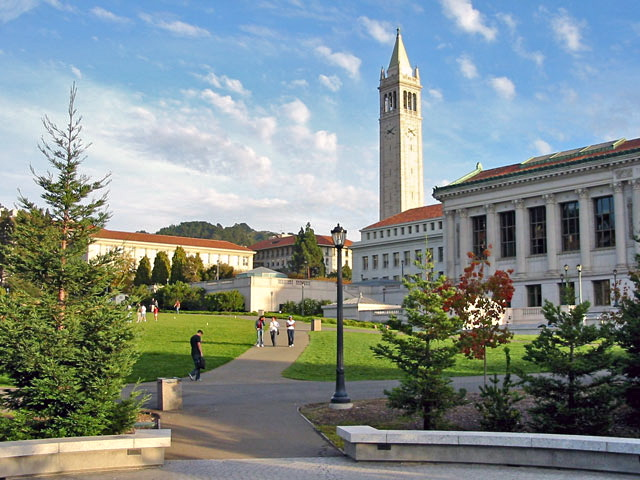
Kalifornská univerzita v Berkeley, kde se natáčela část filmu.

Předprodukční práce probíhaly v lednu 2022 v Novém Mexiku, kde se v Santa Fe a Los Alamos konal dvoudenní casting, na který se hlásili zájemci o role místních obyvatel, vojenského personálu i vědců. Natáčení začalo koncem února 2022, jako hlavní kameraman byl zvolen Hoyte van Hoytema, který s Nolanem spolupracoval již na předchozích filmech. Herec Gary Oldman se nechal slyšet, že bude na place pouze jeden den v květnu. V březnu 2022 probíhalo natáčení na autentických místech v Los Alamos, mimo jiné včetně historické Fuller Lodge, Oppenheimerova domu, ženské ubytovny Civilian's Women's Dormitory, United Church a na dalších místech. Produkce při natáčení filmu také využila přibližně 450 místních obyvatel a ve filmu si v epizodních rolích nebo v komparsu zahráli také skuteční místní vědci ze současné Národní laboratoř Los Alamos. Natáčení probíhalo rovněž v kaňonu a horách nedalekého „Abiquiu“ (pro ikoničnost těchto přírodních scén byla tato lokalita využita již v mnoha dřívějších filmech).
Ve filmu byla použita kombinace IMAX 65mm a 65mm velkoformátového filmu a zároveň se jedná o první film, ve kterém se nachází část, která byla natočena na černobílý film IMAX, první svého druhu. V druhém dubnovém týdnu probíhalo natáčení na Institute for Advanced Study v Princetonu ve státě New Jersey; dále se natáčelo také v Kalifornii, především v okolí kampusu Kalifornské univerzity v Berkeley. Natáčení bylo ukončeno po čtyřech měsících v květnu 2022.
Při natáčení se k rekonstrukci jaderného testu Trinity použily skutečné výbušniny a upustilo se od použití počítačem generované grafiky. Od základu bylo také postaveno celé město ve stylu čtyřicátých let minulého století. Protože Nolan chtěl, aby byl film co nejvíce subjektivní a vše vyprávěl z Oppenheimerova pohledu, museli přijít na způsob, jak vizualizovat jeho nápady a myšlenky o tom, jak si představuje kvantový svět a vlny energie.

### Postprodukce
Během postprodukce se na střihu podílela Jennifer Lame, která předtím stříhala Nolanův film Tenet. Vizuální efekty dokončila společnost DNEG, pro kterou to byla již osmá spolupráce s Nolanem; vedoucím vizuálních efektů byl Andrew Jackson.
Film obdržel od Filmové asociace rating R za „určitou sexualitu, nahotu a jazyk“, čímž se stal prvním Nolanovým filmem s tímto ratingem od filmu Insomnie.

### Hudba
Hudbu k filmu složil Ludwig Göransson, pro kterého se jedná o druhou spolupráci s Nolanem, po předchozím filmu Tenet.

## Uvedení
Premiéra filmu Oppenheimer se uskutečnila 11. července 2023 v pařížském kině Le Grand Rex. Uvedení do kin bylo naplánováno na 21. července 2023 společností Universal Pictures, v Česku pod distribucí společnosti Cinemart již 20. července. Krom standardních kin byl film uveden také v různých filmových formátech, včetně 70mm IMAXu, standardním 70mm formátu a také ve formátu 35 mm.

### Marketing
28. července 2022 byl zveřejněn teaser trailer filmu, který obsahoval živé odpočítávání do 5:29 hodin ráno (MST) 16. července 2023, na 78. výročí prvního odpálení atomové zbraně. V květnu 2023 byl uveden oficiální trailer během předpremiérových projekcí Strážců Galaxie: Volume 3. Následně byl 8. května 2023 uvolněn pro veřejnost spolu s plakátem pro uvedení do kin.

### FilmBarbie
Film byl uveden ve stejný den jako film Barbie, romantická komedie režisérky Grety Gerwigové, natočená podle panenek Barbie. Vzhledem k tonálnímu a žánrovému kontrastu obou filmů se mnoho uživatelů sociálních sítí pustilo do vytváření memů o tom, jak oba filmy reprezentují odlišné publikum; tento trend byl vícero magazíny a časopisy nazván „Barbenheimer“.

## Přijetí
Monika Hoření (Naše Pravda) shledala příhodné načasování snímku v době masivně stoupajících výdajů na zbrojení, kdy si politici zahrávají s omezeným použitím jaderných zbraní. Oppenheimer se stává „argumentační studnicí pro jejich odpůrce a varováním před jejich zneužitím i využitím“. Divák je v dobrém slova smyslu „naočkován“ proti jaderné explozi, „nechceme-li skoncovat se Zemí a lidstvem“.
Pavel Mrštík (Naše Pravda) recenzoval „i přes určité výhrady zdařilé dílo, zejména však díky námětu, který je sám o sobě zajímavý“; film je dle něj spíše životopisný a nutno jej chápat jako „příběh muže s vizí, za kterou byl oslavován i perzekvován, a především se nesmazatelně zapsal do světové historie“.